# Тор (Айова)
Тор (англ. Thor) — місто (англ. city) в США, в окрузі Гумбольдт штату Айова. Населення — 181 особа (2020).

## Географія
Тор розташований за координатами 42°41′17″ пн. ш. 94°2′58″ зх. д. / 42.68806° пн. ш. 94.04944° зх. д. (42.688116, -94.049569).  За даними Бюро перепису населення США в 2010 році місто мало площу 2,58 км², уся площа — суходіл.

## Демографія
Згідно з переписом 2010 року, у місті мешкало 186 осіб у 73 домогосподарствах у складі 49 родин. Густота населення становила 72 особи/км².  Було 80 помешкань (31/км²).
Расовий склад населення:
| - 96,2 % — білих - 1,1 % — азіатів |

До двох чи більше рас належало 2,7 %. Частка іспаномовних становила 3,2 % від усіх жителів.
За віковим діапазоном населення розподілялося таким чином: 25,8 % — особи молодші 18 років, 62,9 % — особи у віці 18—64 років, 11,3 % — особи у віці 65 років та старші. Медіана віку мешканця становила 32,7 року. На 100 осіб жіночої статі у місті припадало 109,0 чоловіків;  на 100 жінок у віці від 18 років та старших — 106,0 чоловіків також старших 18 років.
Середній дохід на одне домашнє господарство  становив 48 481 долар США (медіана — 48 000), а середній дохід на одну сім'ю — 59 759 доларів (медіана — 55 625). За межею бідності перебувало 8,6 % осіб, у тому числі 13,5 % дітей у віці до 18 років та 16,0 % осіб у віці 65 років та старших.
Цивільне працевлаштоване населення становило 89 осіб. Основні галузі зайнятості: виробництво — 18,0 %, транспорт — 16,9 %, освіта, охорона здоров'я та соціальна допомога — 15,7 %, мистецтво, розваги та відпочинок — 14,6 %.